# Trentepohliaceae
Famille
Les Trentepohliaceae sont une famille d'algues vertes, la seule de l'ordre des Trentepohliales.

## Étymologie
Le nom vient du genre type Trentepohlia, nom que donna Martius en 1817 en hommage au botaniste allemand Johann Friedrich Trentepohl (de).

## Liste des genres
Selon AlgaeBase (3 janvier 2023) :
- Bulbotrichia Kützing, 1849
- Byssus Linnaeus, 1753
- Cephaleuros Kunze ex E.M.Fries, 1832
- Chromopeltis Reinsch, 1875
- Chrooderma F.E.Fritsch, 1942
- Chroolepus C.Agardh, 1824[3]
- Friedaea Schmidle, 1905
- Hansgirgia De Toni, 1888
- Lochmium Printz, 1916
- Mycoidea D.D.Cunningham, 1879
- Phycopeltis Millardet, 1870
- Physolinum Printz, 1921
- Printzina R.H.Thompson & Wujek, 1992
- Rhizothallus P.[J.L.]Dangeard, 1931
- Sporocladus Kuckuck, 1897
- Stomatochroon B.T.Palm, 1934
- Tophora E.M.Fries, 1825
- Trentepohlia C.Martius, 1817

## Systématique
Le nom correct complet (avec auteur) de ce taxon est Trentepohliaceae Hansgirg, 1886.
Trentepohliaceae a pour synonyme : Trentepholiaceae

## Publication originale
- (de) A. Hansgirg, 1886, « Prodromus der Algenflora von Böhmen. Erster Theil enthaltend die Rhodophyceen, Phaeophyceen und einen Theil der Chlorophyceen ». Archiv für die naturwissenschaftliche Landesdurchforschung von Böhmen, vol. 5, n. 6, p. 1-96 (lire en ligne).